# Fiorile

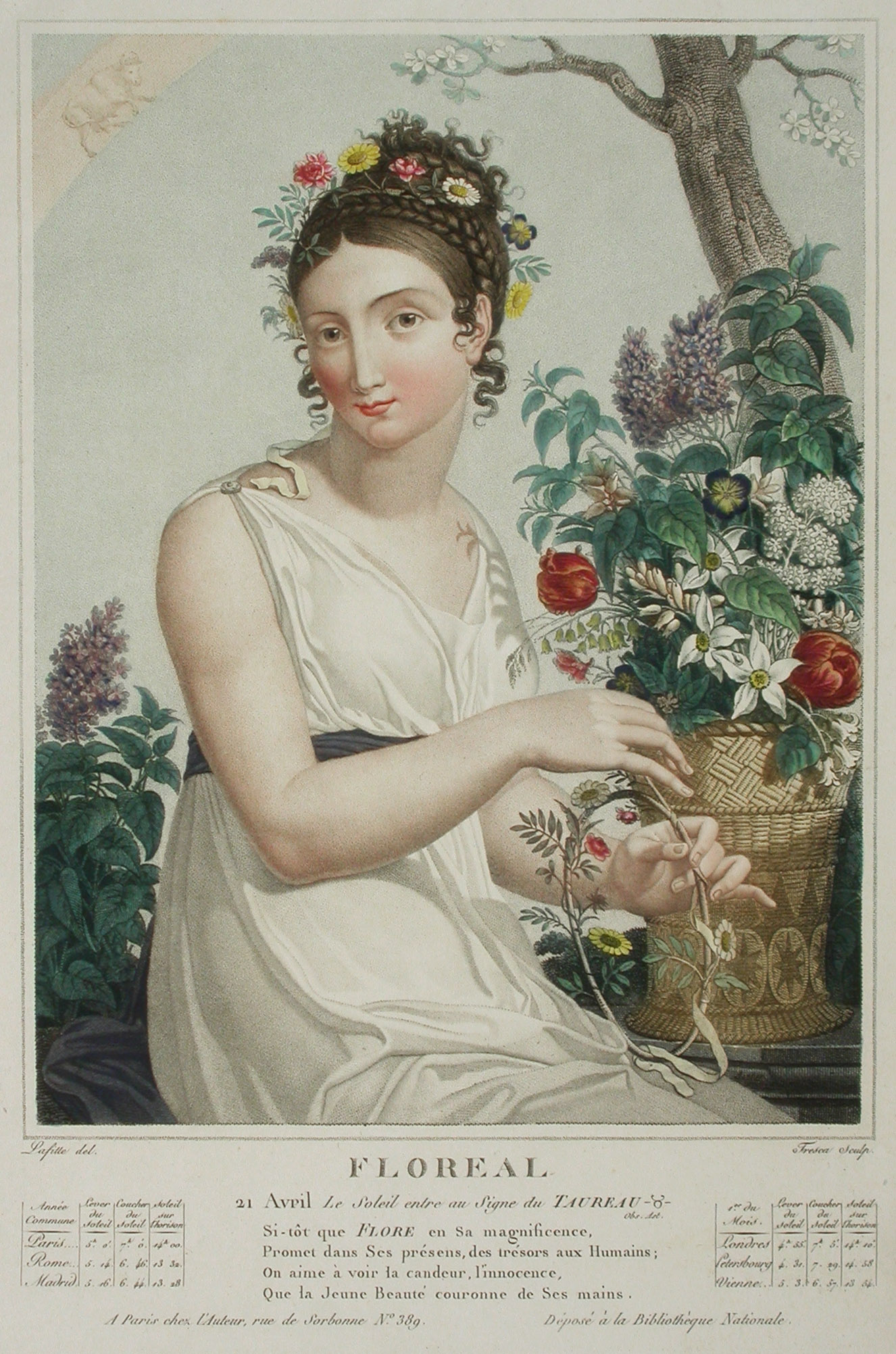
Louis Lafitte: Allegoria di Fiorile

Il mese di fiorile (o floreale; in francese: floréal) era l'ottavo mese del calendario rivoluzionario francese e corrispondeva (a seconda dell'anno) al periodo compreso tra il 20/21 aprile e il 19/20 maggio nel calendario gregoriano. Era il secondo dei mois du printemps (mesi di primavera); seguiva germinale e precedeva pratile.
Il mese di fiorile deve la sua etimologia:
(Fabre d'Églantine)
 secondo i termini del rapporto presentato alla Convenzione nazionale il 3 brumaio anno II (24 ottobre 1793) da Fabre d'Églantine, in nome della "commissione incaricata della stesura del calendario".

## Tabella dei nomi dei giorni
Come tutti i mesi del calendario repubblicano francese, il mese di fiorile era composto da 30 giorni e suddiviso in tre decadi. Ogni giorno aveva un nome proprio, tratto dal nome di una pianta, tranne il quinto (quintidì) e decimo (decadì) giorno di ogni decade, che aveva rispettivamente il nome di un animale e quello di un oggetto per l'agricoltura.
|          | 1ª decade | 1ª decade              | 2ª decade | 2ª decade                        | 3ª decade | 3ª decade                 |
| Primidì  | 1.        | Rose (Rosa)            | 11.       | Rhubarbe (Rabarbaro)             | 21.       | Statice (Statice)         |
| Duodì    | 2.        | Chêne (Quercia)        | 12.       | Sain-foin (Lupinella)            | 22.       | Fritillaire (Fritillaria) |
| Tridì    | 3.        | Fougère (Felce)        | 13.       | Bâton d'or (Violacciocca gialla) | 23.       | Bourrache (Borragine)     |
| Quartidì | 4.        | Aubépine (Biancospino) | 14.       | Camérisier (Lonicera)            | 24.       | Valériane (Valeriana)     |
| Quintidì | 5.        | Rossignol (Usignolo)   | 15.       | Ver-à-soie (Baco da seta)        | 25.       | Carpe (Carpa)             |
| Sestidì  | 6.        | Ancolie (Aquilegia)    | 16.       | Consoude (Consolida maggiore)    | 26.       | Fusain (Fusaggine)        |
| Settidì  | 7.        | Muguet (Mughetto)      | 17.       | Pimprenelle (Pimpinella)         | 27.       | Civette (Erba cipollina)  |
| Ottidì   | 8.        | Champignon (Fungo)     | 18.       | Corbeil d'or (Alisso sassicolo)  | 28.       | Buglosse (Buglossa)       |
| Nonidì   | 9.        | Hyacinthe (Giacinto)   | 19.       | Arroche (Atriplice)              | 29.       | Sénevé (Senape)           |
| Decadì   | 10.       | Rateau (Rastrello)     | 20.       | Sarcloir (Sarchiello)            | 30.       | Houlette (Vincastro)      |

## Tabella di conversione
| I. | II. | III. | IV. | V. | VI. | VII. |

| aprile | 1793 | 1794 | 1795 | 1796 | 1797 | 1798 | 1799 | maggio |

| I. | II. | III. | IV. | V. | VI. | VII. |

| aprile | 1793 | 1794 | 1795 | 1796 | 1797 | 1798 | 1799 | maggio |

| VIII. | IX. | X. | XI. | XII. | XIII. |

| aprile | 1800 | 1801 | 1802 | 1803 | 1804 | 1805 | maggio |

| VIII. | IX. | X. | XI. | XII. | XIII. |

| aprile | 1800 | 1801 | 1802 | 1803 | 1804 | 1805 | maggio |